# Crematogaster scutellaris nigra
Crematogaster scutellaris nigra é uma subespécie de insetos himenópteros, mais especificamente de formigas pertencente à família Formicidae.
A autoridade científica da subespécie é Krausse, tendo sido descrita no ano de 1912.
Trata-se de uma subespécie presente no território português.